# Hemicuboctaedru
Un hemicuboctaedru este un poliedru abstract⁠(d), care conține jumătate din fețele unui cuboctaedru semiregulat. Are 4 fețe triunghiulare și 3 fețe pătrate, 12 laturi și 6 vârfuri. Poate fi văzut ca un hemioctaedru rectificat sau un hemicub rectificat.

## Realizare
Poate fi realizat ca un poliedru proiectiv⁠(d) (o teselare a planului proiectiv real⁠(d) cu 4 triunghiuri și 3 pătrate), care poate fi vizualizat prin construirea planului proiectiv⁠(d) ca o emisferă unde punctele opuse de-a lungul frontierei sunt conectate.

## Poliedru dual
Poliedrul său dual este hemidodecaedrul rombic, care are 7 vârfuri (1–7), 12 laturi (a–l) și 6 fețe rombice (A–F).

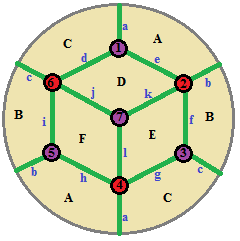
Hemidodecaedru rombic

## Poliedre înrudite

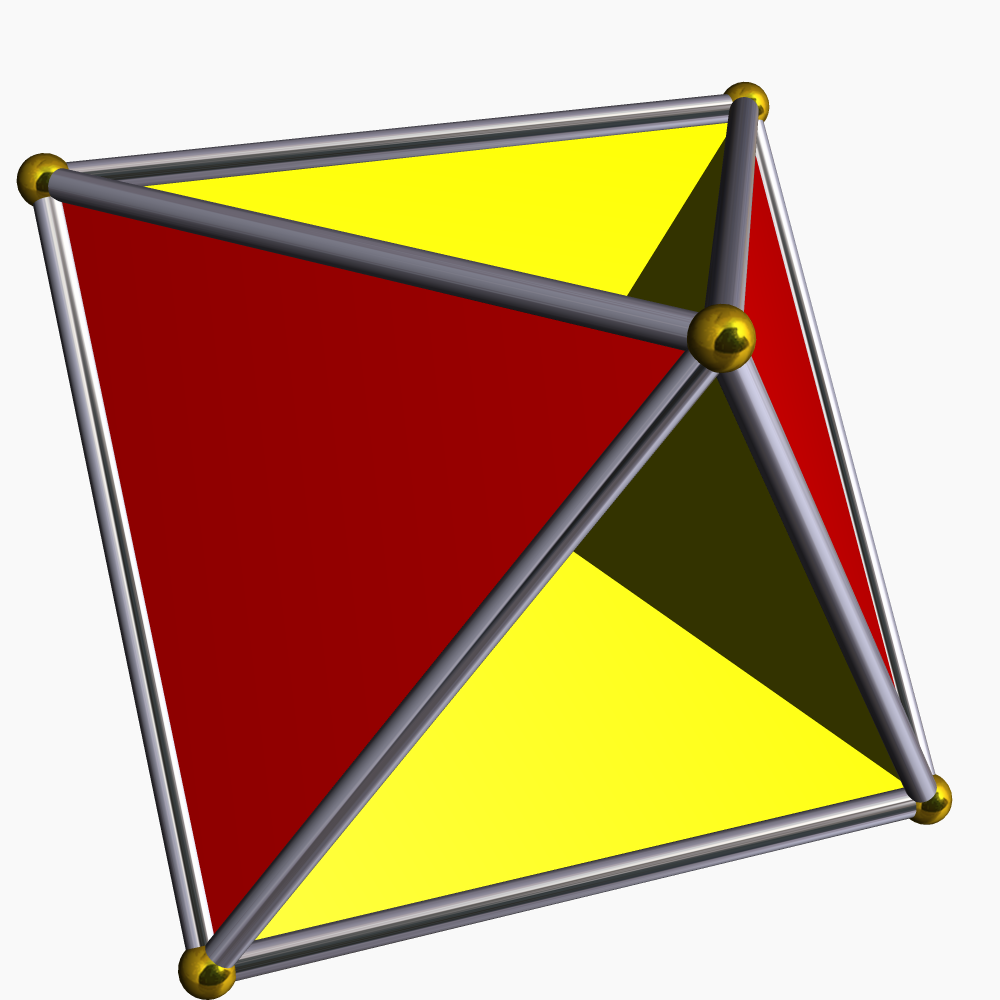
Tetrahemihexaedru

Ca poliedru stelat uniform, are o prezentare reală: tetrahemihexaedrut.